# Кокурин, Сергей Викторович
Сергей Викторович Кокурин (укр. Сергій Вікторович Кокурін; 1 января 1978, Симферополь — 18 марта 2014, Симферополь) — прапорщик Вооруженных сил Украины. Первый погибший украинский солдат в российско-украинской войне, которая началась с аннексии Крыма в 2014 году.

## Биография
Сергей Кокурин родился в Симферополе, где окончил среднюю школу. 28 декабря 1997 года принёс присягу на верность украинскому народу. Во время военной службы прошёл путь от рядового до начальника службы тыла воинской части. До лета 2013 года служил в Симферопольском объединённом военном комиссариате. С лета 2013 года — начальник службы тыла 13-го фотограмметрического центра Центрального управления военной топографии и навигации Главного управления оперативного обеспечения Вооружённых сил Украины. Неоднократно награждался знаками отличия министра обороны Украины и начальника Генерального штаба — Главнокомандующего Вооруженными силами Украины.
Погиб 18 марта 2014 года, выполняя служебный долг, во время штурма 13-го фотограмметрического центра российскими военнослужащими без отличительных знаков. Штурмом руководил Игорь Стрелков (Гиркин). Кокурин в тот момент находился на наблюдательной башне на территории автопарка военной части, с которой просматривается вся территория части. Тогда возникла перестрелка, во время которой прапорщик Кокурин был убит выстрелами из автомата АК-74. В него попали две пули калибра 5,45 мм. Ещё один военнослужащий ВС Украины, капитан Валентин Федун, был тяжело ранен.
За штурмом последовал захват парка, расположенного на территории базы и украинского командного центра. По словам гражданских лиц и журналистов на месте происшествия, в нападении участвовало в общей сложности 15 солдат без опознавательных знаков, вооруженных дробовиками и АК-74, которых поддерживали две военные машины с российским флагом.
Российская сторона тоже имела потери. От пулевого ранения погиб один боец ВС РФ, житель Волгограда Руслан Казаков, ветеран Второй чеченской войны, член волгоградского казачества, кавалер нескольких орденов и медалей, который отправился на Украину в качестве добровольца.
Неясно из-за чего вообще начался штурм. Украинские СМИ выдвигали версию, что пророссийский боец пытался взобраться через стену на территорию центра, а украинские солдаты приказали ему слезть. Изначально возникла словесная перепалка, а затем она переросла в перестрелку с обеих сторон и штурм самой базы.
Российские СМИ начали распространять фейк о том, что Кокурин был убит «майдановским» снайпером с целью разжечь противостояние. Присутствовавшие на месте украинские военные опровергают эту версию. Согласно их свидетельствам, нападавшие ворвались на территорию украинской воинской части, вели хаотичный огонь из автоматического оружия и обстреляли наблюдательную вышку. Согласно заключению о смерти, «Кокурин был убит двумя пулями автомата калибра 5,45 мм, выпущенными снизу вверх», то есть стрелял не снайпер, а один из бойцов отряда Гиркина.
22 марта в Симферопольском доме офицеров состоялась церемония прощания с военнослужащим Вооружённых сил Украины, прапорщиком Сергеем Кокуриным и казаком-добровольцем из Волгограда, бывшим военнослужащим Вооружённых сил России, старшим лейтенантом Русланом Казаковым. Сергей Кокурин похоронен на городском кладбище Симферополя Абдал.
После смерти остались мать, 4-летний сын и жена. Позднее семья выехала из Крыма в Одессу.

## Награды
- За личное мужество и героизм, проявленные в защите государственного суверенитета и территориальной целостности Украины награждён Орденом «За мужество» III степени (19 июля 2014, посмертно).
- В декабре 2015 года в Одессе коллектив фотограмметрического центра Главного управления оперативного обеспечения Вооруженных Сил Украины торжественно открыл на территории части памятник погибшим топографам и мемориальную доску памяти первого погибшего во время аннексии Россией Крыма украинского военнослужащего, прапорщика С. В. Кокурина[9].